# Kreisgericht Dortmund
Das Kreisgericht Dortmund war von 1849 bis 1879 ein preußisches Kreisgericht mit Sitz in Dortmund.

## Geschichte
Die „Verordnung über die Aufhebung der Privatgerichtsbarkeit und des eximierten Gerichtsstandes sowie über die anderweitige Organisation der Gerichte“ vom 2. Januar 1849 hob die Patrimonialgerichtsbarkeit auf. Gleichzeitig wurde das Appellationsgericht Hamm geschaffen, dem Kreisgerichte, darunter das Kreisgericht Dortmund zugeordnet waren. Sein Sprengel umfasste den größten Teil des Landkreises Dortmund mit den Städten Dortmund, Hörde, Lünen, Schwerte und Westhofen. Das zuständige Schwurgericht war das Kreisgericht Hamm. Eine Gerichtskommission wurde in Schwerte eingerichtet. Gerichtstage wurden in Lünen gehalten. Der Sprengel des Kreisgerichts umfasste 56.478 Gerichtseingesessene (1859). Am Gericht waren ein Direktor und 16 Kreisrichter tätig.
Mit den Reichsjustizgesetzen wurden die Gerichte im Deutschen Reich vereinheitlicht. Das Kreisgericht Dortmund wurde 1879 aufgehoben. Neu eingerichtet wurde nun das Amtsgericht Dortmund im Bezirk des Landgerichtes Essen.
Die Gerichtskommission Schwerte wurde 1879 ebenfalls aufgehoben und das Amtsgericht Schwerte gebildet.